# PTSDの治療
PTSDの治療（PTSDのちりょう、英語: treatments for PTSD）について解説する。

## 解説
PTSD（post-traumatic stress disorder、心的外傷後ストレス障害）は、心理療法と抗うつ薬で治療される。治療法や薬への反応性は個人差があり、人によって治療法も異なる。最も効果的な治療法を見つけるには、さまざまな治療法の組み合わせを試す必要がある。まずは保健所や精神福祉保健センター、医療機関（PTSDの治療経験があり、クライアントの回復過程を支援できる専門家）に相談することが重要である。アメリカ不安障害・うつ病協会は、日常生活に支障をきたす症状が2、3週間以上続く人は専門家の助けを求めることを推奨している。
不安障害、うつ病、薬物障害などの他の精神疾患と同時にPTSDを併発していることはよくある。併発している疾患を発見することは、治療を進め、最適な治療を見つける上で重要である。
潜在的トラウマ体験（PTE、Potentially Traumatic Events）は、直接的または間接的に何らかの生命の脅威を経験した結果としてストレスを引き起こす。潜在的PTEには、性的暴力、身体的虐待、愛する人との死別、他人の負傷を目撃すること、自然災害に遭うこと、重大犯罪の被害者になること、自動車事故、戦闘、対人暴力などが含まれるが、他にも多くの事例が存在する。PTEには、他の人にトラウマ体験が起こったことを知ることや、トラウマ体験を目撃する代理受傷も含まれる。PTSDを発症するためには、必ずしもそのイベントを自身で経験する必要はない。
PTEが、潜在的トラウマ体験と呼ばれるのは、列挙されたトラウ体験を一つあるいは複数経験したすべての人がPTSDを発症するわけではないため。しかし、トラウマ体験を経験した人の約4％にPTSDが発症すると推定されている。PTSDの有病率は、人口特性、過去のトラウマ体験、トラウマの種類、兵役歴、その他の個人差など、個人によって異なる。米国の成人の約8％が人生のある時点でPTSDを経験する。ストレス反応は、トラウマ体験が発生した時点では適応できても、時間の経過とともに生物学的ストレス反応が起こり、日常的な生活の質を妨げる症状を引き起こす可能性がある。これがトラウマ体験がPTSDに発展する原因である。

## 安全の確保
PTSDの治療において、最初のステップはクライアントの安全を確保することである。再びトラウマ体験にさらされる状況が継続している場合に、適切な対策を講じる必要がある。女性相談所、児童相談所、配偶者暴力相談支援センターなどの社会資源を活用し、安心できる環境を整えることが重要である。このような安全な基盤があって初めて、効果的な心理療法や薬物療法を開始することができる。

## 心理療法
根拠に基づいたトラウマに焦点を当てた心理療法はPTSDの第一選択治療である。心理療法は、クライアントの精神病理と機能障害を軽減する治療法。
ISTSS（国際トラウマティック・ストレス学会）から強い推奨を受けている4つの心理療法は、CPT、CT－PTSD、EMDR、PEである。これらの療法に共通する3つの中核要素は以下の通りである。
1. トラウマ関連の認知に働きかける
2. トラウマ記憶を呼び起こし、その記憶と向き合う
3. トラウマ体験から生じる回避行動に対処する

### 認知行動療法
認知行動療法（CBT）は、思考、感情、行動の関係に焦点を当てる。CBTは、自身の考えや感情の性質を理解し、それらをうまくコントロールし、関連付けることに役立つ。1950年代後半のアメリカの心理学者アルバート・エリスの研究から始まり、アメリカの精神科医アーロン・ベックによって発展した。
CBTは、トラウマに関連した回避行動を減らすために、管理された方法でトラウマの体験談に接する（曝露する）ことを含む。CBTでは一般的に、トラウマについての理解、フラッシュバック時の対応とストレス管理技術に関する教育をする。CBTと暴露療法を組み合わせることで、PTSDの症状を軽減、治癒し、うつ病の症状を軽減するという研究結果がある。
一般的なCBTテクニック:
- 認知再構成法: 否定的な思考を肯定的な思考に置き換える。
- 曝露療法
- 認知処理療法: クライアントは事実に基づく考えを考慮するよう促される。
- ストレス予防トレーニング: クライアントは、呼吸、漸進的筋弛緩法、コミュニケーション対処法などのリラクゼーション技術を指導される。
- 眼球運動による脱感作および再処理（EMDR）: クライアントが外傷的イベントを処理するのに役立つ、前後に動く眼球運動。
- アクセプタンス&コミットメント・セラピー（ACT）：トラウマ体験に挑戦するのではなく、それを受け入れることに焦点を当てる[11]。

CBTは、アメリカ心理学会（APA）によってPTSDの治療に強く推奨されている。適用可能な心理療法は個人差があり、現時点では最有力候補はない。

### トラウマ・フォーカスト認知行動療法
トラウマ・フォーカスト認知行動療法 (TF-CBT) は、PTSDの子どもや青少年を助けるために、1990年代半ばにアンソニー・マナリーノ、ジュディス・コーエン、エスター・デブリンガーによって開発された。
クライアントは、安全で構造化された環境の中でトラウマの記憶に取り組み、ネガティブな認知や思考を修正しようと試みながら、同時にトリガー（引き金となる刺激）に対して段階的な曝露を行う。子ども・青少年とその保護者と8～25回のセッションにわたって実施される。子どもたちの歪んだ信念を矯正するのに役立つと同時に、親や保護者が自分自身の苦痛に対処し、子どもたちを支えるのにも役立つ。
研究者は、文化的に適応したTF-CBTの開発をしている。文化的適応は、人種的トラウマへの慢性的な曝露など、集団特有の経験を対象とするか、または文化特有の対処戦略を対象とする場合がある。近年、心理学者は、保護者のいない移民の子どもや荒廃した国の女性など、さまざまなコミュニティを対象に、文化的に修正されたTF-CBTアプローチの有効性をテストした。研究によると、TF-CBTへの文化的適応により介入の効果が向上することが示唆されている。
TF-CBTは有効性が実証され、現在ではアメリカ心理学会、オーストラリア心的外傷後精神衛生センター、国立臨床優秀性研究所（NICE）によってPTSDの第一選択治療として推奨されている。オーストラリア心理学会は、レベルI（最も強力な証拠）の治療法としている。

### PTSDに対する認知療法 (エーラーズとクラーク、CT－PTSD)
2000年、アンケ・エーラーズとデイビッド・M・クラークは、トラウマ体験からの回復を妨げているもの、そして、PTSDを発症する理由を説明する認知モデルを開発した。このモデルは、個人がトラウマ体験を、現在深刻な脅威があると感じるような方法で処理したときにPTSDが発症することを示唆している。この脅威の認識に続いて、再体験による覚醒症状や、怒りや悲しみなどの否定的な感情が生じる。イベントをどのように評価するかの違い（「もう誰も信じられない」または「起こったことを防げばよかった」）と、トラウマの最も激しい瞬間を記憶にうまく統合できないことが、クライアントが自身に起こったことを歪んだ形で理解することにつながっている。
エーラーズ、クラークらはこのモデルに基づいた認知療法を開発し、2005年に発表した。これは、トラウマ体験への脅威の少ない理解を育み、信じることを伴うCBTの一種。クライアントは、思考パターンを変えるプロセスを開始する前に、自分自身や周囲の世界をどのように認識しているか、また、こうした信念が自身の行動にどのように影響しているかについて、より深く理解できるようになる。したがって、PTSDへの認知療法の目標は次の3つ。
1. トラウマに対する否定的な認識を修正する
2. トラウマの記憶について話し合い、トラウマのトリガーとなるものの種類を区別する方法を学ぶことで、再体験症状を軽減する。
3. 「現在の脅威感覚」を生じる行動や思考を減らす

実践方法の1つは、イメージの再構築。セラピストが、クライアントにトラウマの記憶を再び想像し、コントロールすることで、新しい結果を生み出すように導く。たとえば、幼少期のトラウマを抱える成人クライアントは、弱い子どもを救い、守る大人の視点からトラウマを想像することが推奨される。
イメージリハーサル療法は、悪夢に苦しむ人々の夢を記録し、新たな結末を作り出すことで、悪夢に苦しむ人々を助ける。その後、夢を書き留め、それをモニタリングし、改善された夢のシナリオを定期的に演じる。
この種の「認知療法」は、アーロン・ベックが以前に確立した認知療法と異なる。
エーラスとクラークから着想を得た認知療法は、アメリカ心理学会によってPTSDの治療に強く推奨されている。

### 持続エクスポージャー療法
持続エクスポージャー療法（PE）は、1986年にEdna Foaと Micheal J Kozakによって開発された。臨床試験でテストされている。曝露療法が含まれるが、他の心理療法の要素も含まれる。フォアはDSM-IVのPTSD作業グループの議長を務めていた。
持続エクスポージャー療法は通常、毎週90分間のセッションを8～15回行う。クライアントは、まず過去のトラウマの記憶にさらされ（想像的曝露）、その後すぐに、トラウマの記憶について話し合い、それから「患者が恐れて避けている、安全だがトラウマに関連した状況」にさらされる。
セッションでは、長い呼吸法や心理教育についても説明される。
PEは理論的には感情処理理論に基づいており、この理論では「トラウマの記憶に対する感情的な関与によって引き起こされる、恐怖を軽減する一連の変化」を提唱している。PEは、（中断率が高いものの）その有効性に裏付けがかなりあるのに対し、感情処理理論は賛否両論ある。
PEはアメリカ心理学会によってPTSDの第一選択治療として強く推奨されている。

### 認知処理療法
認知処理療法（CPT）は、1988年にパトリシア・レシックによって開発された。PTSDを対象とした、証拠に基づいた治療法。トラウマの処理と克服に焦点を当てて、前述のCBTの手法を使用して設計されている。CPTは、一般的な人は、時間の経過とともにトラウマ体験から徐々に回復できるが、PTSDと診断された人では、この回復経路が損なわれているという原則に基づいている。クライアントは、トラウマ体験に遭遇した理由に関する文章、またはイベントの詳細を具体的に説明する物語を書いたり暗唱したりする。CPTは、毎週1時間のセッションを12回実施する。
治療の第一段階は心理教育。この段階では、クライアントは思考と感情の関係について学び、回復に有害な「自動思考」を探す。この初期段階は、クライアントが、トラウマ的なイベントの原因とその影響についての理解を書き出すことで終了する。
2つ目の段階は、トラウマの処理に関係する。トラウマ体験の概要を説明し、その後のセッションでその体験と感情について話し合い続ける。この段階では、セラピストは、PTSD症状につながる可能性のある否定的な認知を特定し、修正しようとする。
最後の段階では、トラウマの症状が現れたときに、それと闘うための信念、スキル、戦略の支援をする。
CPTはアメリカ心理学会によってPTSDの治療法として強く推奨されている。

### 眼球運動による脱感作と再処理（EMDR）
眼球運動による脱感作および再処理法（EMDR）は、トラウマの記憶の影響を軽減する方法として、1988年にフランシーヌ・シャピロによって開発された。治療中、クライアントは特定の苦痛な記憶に集中し、同時に両側刺激を受けるように求められる。目の動きや音やタッピングなどの体の両側への刺激を通じて行われる。セラピストが、肯定的な認識を強化し、ボディスキャンなどの戦略を活用しながら、クライアントは苦痛な考えについて話し合う。セッションは、週に1回または2回、約6～12週間行われる。セッションの終わりまでに、トラウマ体験に関連する感情的な苦痛が軽減されることが示されている。
EMDRの方法論は、PTSDの適応情報処理モデルに焦点を当てており、PTSDの症状はトラウマ記憶の処理障害によって引き起こされる。症状は記憶が引き起こされ、トラウマの感情や感覚が蘇ったときに発生する。EMDRを取り入れた療法は、クライアントが苦痛な記憶を処理し、その有害な影響を軽減するのに役立つ。
EMDRの神経生理学的根拠は、記憶の強化の役割を果たすREM睡眠を模倣するというもの。画像研究では、「レム睡眠と覚醒時の眼球運動は、どちらも同様の皮質領域を活性化する」ことが示唆されている。EMDRによる両側刺激は、脳を「記憶処理モードに移行」させ、トラウマ体験を積極的に強化された認知と再統合する。その後、情報を完全に統合して、トリガーの症状を軽減することができる。経路の回復は、トラウマ的なイベントからの回復を助ける。
PTSDに対するEMDRは、2018年時点で中程度の質の証拠によって裏付けられていると報告された。アメリカ心理学会によって、PTSDの条件付き治療法として推奨されている。オーストラリア心理学会は、レベルI（最も強力な証拠）の治療法としている。しかし、パープルハット療法として分類されており、米国国立医学研究所は2008年時点で推奨するのに十分な証拠がないとした。

### ナラティブ・エクスポージャー・セラピー
ナラティブ・エクスポージャー・セラピー（NET）は、クライアント、またはクライアントグループのトラウマ体験を文書で記録し、クライアントの自尊心を取り戻し、その価値を認めることを目的とする。この名称は、難民の集団に対して使用される。CBTの重要な一部。クライアント、現在の瞬間に留まりながら、自身の人生の物語を語るように求められる。最後に、セラピストから自伝を受け取り、それが物語を完成させる動機となることが多い。
アメリカ心理学会では、PTSDの治療に条件付きで推奨されている。

### 短期折衷療法
PTSDへの短期折衷療法（BEP）は、1994年にベルトルト・ガーソンスとイングリッド・カルリエによって開発された。CBTの原則に加えて、恥と罪悪感の精神力学的観点を重視する。16回のセッションで、クライアントは、トラウマ体験の詳細な説明を作成し、関連する感情的反応を探り、前進する方法を探る。最初の数回のセッションでは、トラウマ体験に対処するとともに、物や核となる記憶を使って現在におけるイベントを再体験する。このプロセスを通じて、セラピストは、クライアントがイベントを処理できるよう手助けしながら、クライアントが動揺した気持ちや感情について話し合う。
トラウマの責任があると思われる人、またはグループに手紙を書きますが、手紙は送らない。セラピストは、トラウマの影響を信念から身体的変化まで評価するのを支援し、避けたり恐れたりするのではなく、イベントから学び成長できるように支援する。最後に、セラピストは再発予防法の開発を支援し、良い未来を望む。
アメリカ心理学会によって、PTSDの条件付き治療法として推奨されている。

### 弁証法的行動療法
弁証法的行動療法（DBT）は、CBTの一分野で、「自身の人生の現実を受け入れる」支援をすることを目的とする。セラピストは、行動療法のテクニックやマインドフルネスなどを使用して、思考や行動に対処し、応用できるように支援する。境界性人格障害や治療が難しいその他の人格障害のクライアントに推奨される。具体的なスキルは、マインドフルネス、苦痛耐性、対人効果性、感情の調整。DBTの目的は、クライアントが治療を管理し、症状をよく理解できるように支援すること。PTSDへのDBTの焦点は、将来とトラウマの症状への適応である。
オーストラリア心理学会は、弁証法的行動療法（DBT）をレベルIIの治療法とみなしている。

### エモーション・フォーカスト・セラピー
エモーション・フォーカスト・セラピー（EFT）は、1980年代にレスリー S. グリーンバーグによって開発された。クライアントの成長と幸福における永続的変化には、感情の変化が必要であるた主張している。EFTでは、感情表現の効果に関する知識を活用し、感情の適応能力が意味のある心理的変化を生み出す上で重要である。EFTの前提は、感情は自己構築の基礎であり、自己組織化の重要な決定要因である。基本的な機能レベルでは、感情は情報処理と行動準備の適応的な形態であり、人々を環境に適応させ、幸福を促進する。EFTは、発達中の皮質が感情反応を組み込んだ感情脳に、複雑な学習能力を加えたことを示唆している。
EFTは、虐待の治療、対人関係の問題の解決、許しの促進にも効果がある。EFTは、幼少期の虐待やトラウマに苦しむ人々に対して高い効果を発揮する。軍人で、PTSDを患っているパートナーを持つ人々に対するカップル介入にEFTが使用されているという研究がある。これは軍人におけるPTSDと闘うのを助けるEFT独自のアプローチ。研究によると、PTSDは結婚生活の満足度の低下、言語的・身体的攻撃の増加、性的不満の増大につながると示されている。また、否定的な社会的支援が、PTSDを悪化させる。PTSDに対するカップル介入は、軍人のPTSDを治療するだけでなく、派遣関連PTSDへの対処に関連する他の多くの関係性や家族の問題を治療する上でも、大きな可能性を秘めている。
オーストラリア心理学会は、感情焦点化療法（EFT）をレベルIIの治療法としている。

### メタ認知療法（MCT）
メタ認知は、思考やその他の精神プロセスを担う認知の分野。人は、何かを知っているが今は思い出せないときなど、メタ認知について意識的に認識している。これは「舌先現象」と呼ばれる。メタ認知は、PTSDなど多くの精神疾患に見られる否定的な思考や反芻を制御する。
メタ認知療法（MCT）はエイドリアン・ウェルズによって開発され、ウェルズとジェラルド・マシューズによる情報処理モデルに基づく。心配、反芻、注意の固定などの状態に焦点を当てたメタ認知的信念を変えることを目的とする。メタ認知モデルによれば、症状は心配、脅威のモニタリング、そして逆効果となる対処行動によって引き起こされる。これら3つのプロセスは、認知注意症候群（CAS）と呼ばれる。
MCTを通じて、クライアントは、まず自分自身のメタ認知的信念を発見し、次にこれらの信念がどのように役に立たない反応につながるかを示し、最後にこれらの信念に対して生産的な方法で反応する方法を教えられる。MCTは、8～12回のセッションで行われ、セラピーには実験、注意力トレーニング技術、マインドフルネスが含まれる。
MCTは、社会不安障害、全般性不安障害 （GAD）、健康不安、強迫性障害（OCD）、PTSDの治療に効果的に使用されてきた。MCTは、持続エクスポージャー療法（PE）よりもPTSDの治療に効果があることが示されている。また、事故の生存者、暴行や強姦の被害者などのPTSDの原因に対しても臨床的に有意な結果を示している。
オーストラリア心理学会は、メタ認知療法（MCT）をレベルIIの治療法としている。

### 曝露療法
曝露療法では、PTSDの不安を誘発する刺激にクライアントをさらし、その刺激とトラウマ記憶の間の神経的つながりを弱める（脱感作）ことを目的とする。
以下が含まれる:
- フラッディング– クライアントを誘発刺激に直接さらしながら、同時に恐怖を感じさせないようにする。
- 系統的脱感作法（別名「段階的曝露」） - クライアントを、トラウマに関連するが心的外傷後ストレスを引き起こさない、鮮明な体験に徐々にさらす。

曝露には、現実の生活上のきっかけ（「生体内」）、想像上のきっかけ（「想像上」）、または物理的だが無害な方法で生成されたきっかけとなる感情（「内受容感覚」）が含まれる。
1997年に「バーチャル・ベトナム」シナリオの登場とともに、PTSD暴露療法におけるバーチャル・リアリティ療法の実験が始まった。バーチャル・ベトナムは、PTSDの適格基準を満たすベトナム帰還兵への段階的曝露療法の治療として使用された。研究対象となった最初の退役軍人は50歳の白人男性。PTSDのすべての評価項目において治療後に改善が見られ、6か月後の追跡調査でも改善が維持されていると結論付けられた。その後、16人の退役軍人を対象にバーチャルベトナムの公開臨床試験が行われ、PTSDの症状が軽減したことが示された。
曝露療法は、PTSDを治療するための治療法として賛否両論ある。極度の再体験や覚醒症状に苦しんでいる人は、曝露が引き金になると感じる。トラウマ体験の後にあまりに早くトラウマに直面すると、クライアントは動揺し、症状を悪化させるだけになる可能性がある。重度の否定的な反応には、自傷行為、パニック障害、解離性障害、さらには自殺願望などがある。曝露療法は、第二選択の治療としてのみ利用されるべきで、曝露療法を導入する前に、まず現在の症状を安定させることに焦点を当てるべきである。

### 作業療法
作業療法（OT）は、有意義な日常活動を行えるように支援する。OTは、病気や障害、PTSDなどのトラウマ的なイベントなどの障害を支援する。
不眠症、夜驚症、不安定なレム睡眠などの睡眠障害は、PTSDクライアントに影響を及ぼす。作業療法士は、睡眠衛生を通じてこの重要な領域に対処する。例としては、スクリーンタイムの短縮、夜間のルーティンの確立、寝室内の安全で静かな環境の確保などが挙げられる。OTの重要な領域は、セルフケア。作業療法士は、フラッシュバックを引き起こす誘因を防ぐために、セルフケアの教育と適応/修正を提供する。
作業療法士は、PTSDの引き金となる原因を管理しながら、健康的な習慣の形成と安定した日常生活を通じて、PTSDのクライアントが日常生活、余暇、活動において有意義な役割を果たせるよう支援する。PTSDクライアントにとって、社会的な関わりは困難な場合がある。そのため、作業療法士はクライアントと協力して、ストレスを軽減するのに役立つ家族や友人との協力的な社会的ネットワークの構築を支援する。OT介入には、深呼吸、マインドフルネス、瞑想、漸進的筋弛緩法、バイオフィードバックなどのストレス管理およびリラクゼーション技術も含まれる。目標は、クライアントが日常生活に適応できるように支援すること。
OTの介入は、集団療法からPTSDの特定の原因に合わせた療法まで多岐にわたる。その他のユニークなOT介入には、高強度スポーツ、ロールプレイング シナリオ、感覚調節療法などがある。有望な結果が得られた研究では、PTSDを患う退役軍人が民間生活に復帰できるよう、サーフィンを使ったスポーツのOT介入を分析した。

### ポジティブ心理学
ポジティブ心理学コーチングは、PTSD治療に使用されており、覚醒状態の軽減、目標の達成、自制心の養成を中心とした強みに焦点を当てた方法。ポジティブ心理学介入の過去の成功事例は、強みについての日記の記録、退役軍人仲間との工芸品の完成、ポジティブ心理学の質問に答えるグループでの考察から始まる。

### ストレス予防トレーニング
ストレス予防トレーニングは、1985年にドナルド・マイケンバウムによって、強いストレスにさらされている医師の不安を軽減するために開発された。PTSD治療で使用されるリラクゼーション、否定的な思考の抑制、恐怖を感じる状況への実際の曝露などの技術を組み合わせたもの。4つの段階に分かれており、CBTの原則に基づく。最初の段階では、ストレス要因への特定の反応と、それがどのように症状として現れるかを特定する。第2段階では、リラクゼーション法を用いて、症状を調節するテクニックを教える。第3段階では、ストレス要因に対処するための具体的な対処戦略と肯定的な認識を扱う。最後の第4段階では、クライアントをトラウマ体験に関連する想像上の状況と現実の状況にさらす。将来のトリガーに対する反応を形成し、日常生活における障害を軽減するのに役立つ。

## 生物学的治療法
生物学的療法は、生物学的治療法とも呼ばれ、薬物療法、電気けいれん療法、精神外科手術など、生理機能を変えようとする精神障害の治療法を指す。

### 薬物療法
向精神薬療法は、精神疾患の治療に使用され、PTSDの第二選択治療である。第二選択治療とは、特定の病状を治療する際に、最初の治療の効果がなくなった後に用いられる治療を指す。抗うつ薬は、推奨される唯一の薬剤。

#### 抗うつ薬
抗うつ薬は、PTSDの治療に広く使用されている。人気のあるタイプは、SSRI（選択的セロトニン再取り込み阻害薬）とSNRI（セロトニン・ノルエピネフリン再取り込み阻害薬）。SSRIとSNRIは、VA（米国退役軍人省）とAPA（アメリカ心理学会）からPTSDクライアントの第一選択薬として推奨されている。APA実践ガイドラインでは、「SSRIは、PTSDの症状と関連する機能障害への有効性が証明されている」。しかし、PTSDクライアントの約40～60％はSSRIに反応しないと推定されている。
FDAによって承認されている PTSD治療薬は、SSRIのセルトラリン (ゾロフト) とパロキセチン (パキシル) の2つだけ。APA臨床診療ガイドラインでは、SSRIのフルオキセチンとSNRIのベンラファキシンも推奨されている。
PTSDクライアントの多くは、睡眠障害、パニック発作、うつ病、不安発作に対処するために抗うつ薬や反応抑制剤を服用している。三環系抗うつ薬、SSRI、MAOI抗うつ薬などの抗うつ薬や反応抑制剤は、有効性が実証されている。
軽度または中等度のうつ病に対する SSRI の有効性については、議論があり、特に青年においては副作用が効果を上回るか不明。パロキセチンは、セルトラリンよりも有効率が高いが、どちらも完全には効果的ではない。MAOI抗うつ薬は、モノアミン酸化酵素の作用を阻害する。モノアミン酸化酵素は、脳内のドーパミン、ノルエピネフリン、セロトニンなどの神経伝達物質を分解する。これら3つの神経伝達物質が低いと、うつ病や不安症につながる。これらの酵素を阻害することでうつ病の症状を緩和できると考えられている。MAOI抗うつ薬は、標準的な抗うつ薬よりも薬物相互作用のリスクが高く、また熟成チーズや塩漬け肉などの食品と相互作用する可能性があるため、最後の手段として使用される。

## 代替療法と補完療法
代替医療とは、標準的な医療の一部ではない治療法や製品のこと。標準医療は、標準治療とも呼ばれ、医療専門家による適切で広く認められている治療法。補完医療は、標準医療と並行して行われる治療法だが、それ自体は標準医療の領域には入らない。例としては、鍼治療、催眠、瞑想などがある。一方、代替医療は、標準医療の代わりに使われる。食事療法やビタミン、ハーブを使用することがある。近年、代替療法や補完療法は、PTSDクライアントの治療で有望視され、人気が高くなっている。アメリカでは、成人の約38％と子どもの約12％が補完代替医療を使っている。
リラクゼーション療法は、PTSDへの最初の行動療法の可能性があり、PTSD治療の一部として組み込まれる。筋肉を連続的に緊張させてから、弛緩させるなどのリラックス動作を行うことができ、トラウマ反応の恐怖を軽減する。また、瞑想、深呼吸、マッサージ、ヨガなどがある。

### ヨガセラピー
ヨガは、他の治療法と併用することで、PTSDの症状を軽減する効果が期待されている。ヨガは、心と体のつながりを促進し、自分自身の健康全般を受け入れる力を与えられる。ヨガは、感情認識を高め、感情をコントロールすることを助け、PTSDの症状を克服するのに役立つ。
退役軍人209名が参加したランダム化比較試験では、健康プログラムに参加したグループと比較して、ヨガプログラムに参加したグループでは、PTSD症状の重症度が軽減した。16週間後、ヨガグループは、他のグループと比較してPTSD症状が統計的に有意に減少した。睡眠の質、感情認識、うつ病、不安などの症状が改善された。PTSD症状の評価には、臨床医によるPTSD尺度とPTSDチェックリストが使われた。7か月後の追跡調査では、2つのグループ間に統計的に有意な差はなかったことから、この種の治療法は他の種類の治療法に加えて使用するのが最も効果的な可能性がある。
他の研究でも、PTSDの症状への有望な効果が示されている。慢性の治療抵抗性PTSDの64人の女性を対象としたランダム化比較試験では、対照群は、ヨガグループと、女性の健康教育クラスの別のグループと比較された。これら3つのグループ間で、ヨガグループではPTSDの症状が最も劇的に軽減した。ヨガセラピーは、他の治療法と組み合わせて行うことが簡単。

### 鍼治療
鍼治療は、針を皮膚に刺し、神経系を刺激する治療法。2000以上の経穴を利用して、体内のエネルギーの流れを変える中国医学から発展した。
PTSDクライアント、は複数の合併症を抱えていることがあり、鍼治療はこれらの症状を軽減するのに役立つ。鍼治療は、「自律神経系、前頭前野、大脳辺縁系の脳構造を刺激し、PTSDの症状を緩和する」この刺激は、内因性オピオイドのような疼痛管理のホルモンや神経伝達物質の生成と調節につながる。鍼治療は、多くの健康状態の分野で有望な安全な治療法で、PTSDの症状を軽減する。

### グループセラピー
グループ療法には、集団認知行動療法（CBT）と集団暴露療法がある。集団CBTの形式は、参加者がつながり、過去の経験を共有しながら信頼関係を築くことに基づク。第二次世界大戦以来、兵士が集まって会話をするという方法が実践されてきた。グループ療法は、利用しやすく、安価のため、良い選択肢となる可能性がある。
グループ療法には、さまざまな治療効果がある。たとえば、協力し、有意義な関係を築けること。また、コミュニケーション技術が向上すること。さらに、PTSDを患っている人々に、一人ではないことを示すこと。グループ療法は、孤立していると感じている人に、サポートしてくれるコミュニティを提供する。
グループセラピーは、すべての個人にとって最善の選択肢とはならないことがある。人々がグループの中で互いに学び助け合わず、自身のトラウマや経験を他人と比較してしまう懸念がある。

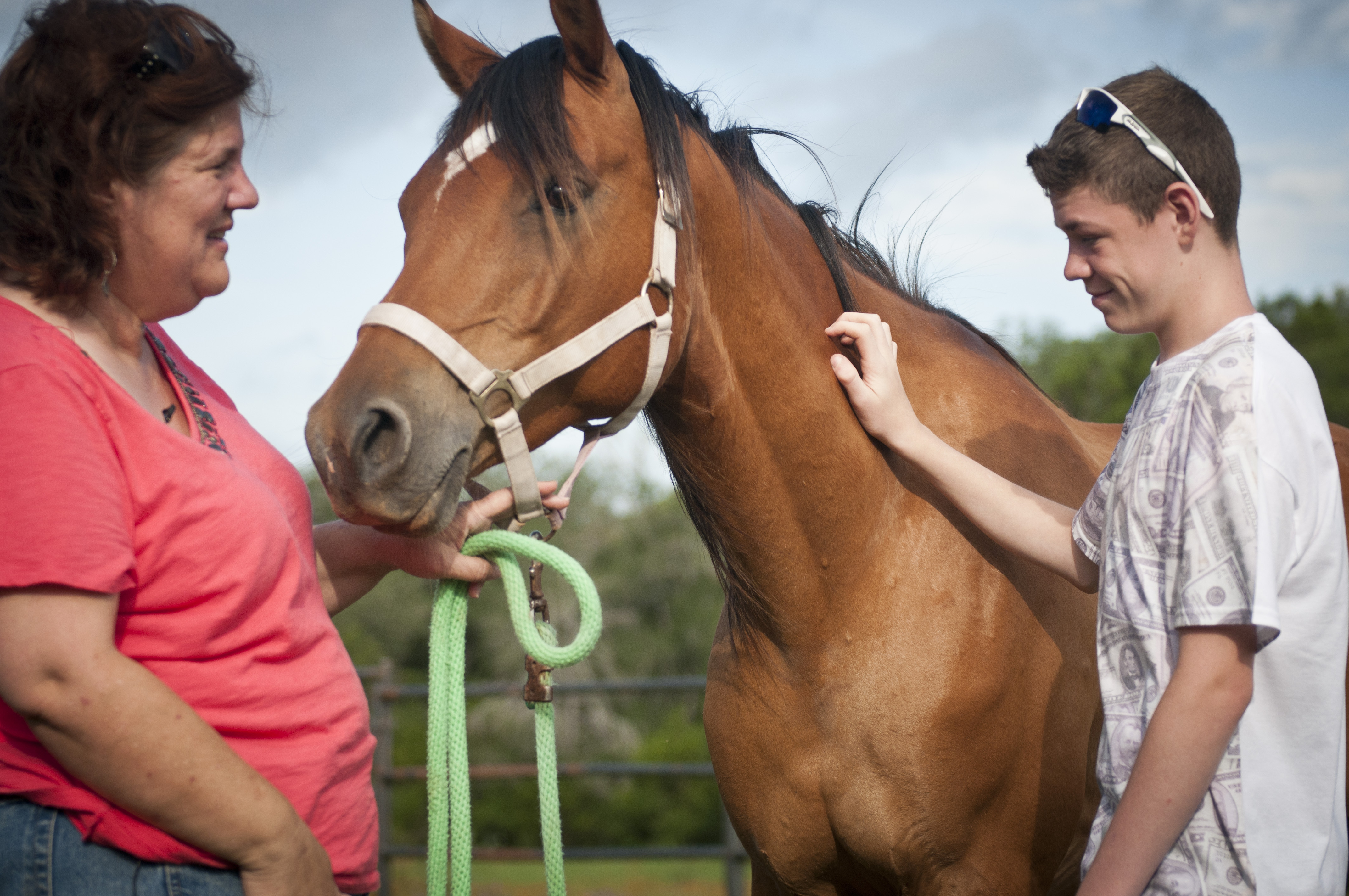
馬でのセラピー

### アニマルセラピー
アニマルセラピー（動物介在療法）は、治療に動物を含める療法。動物の種類、対象となる集団、動物が治療計画にどのように組み込まれているかによって分類する。アニマルセラピーの目的は、クライアントの社会的、感情的、認知的機能を改善することで、動物は参加者の教育的および動機付けの効果に役立つ可能性がある。
一般的なアニマルセラピーの種類は、犬セラピーと馬セラピー。犬セラピーは、簡単に利用できるため、アニマルセラピーの中で最も利用される。介助犬は、退役軍人の間でPTSDの症状を緩和する上で期待されている。メカニズムは、犬が飼い主に自信と安全感を与えるのに役立つため。また、孤独感を感じている人にとっては、仲間としての役割を果たす。
介助犬や犬セラピーの利用によりPTSDの症状が軽減することが、研究で示されている。生理学的には、動物の存在はオキシトシンの放出と不安覚醒症状を軽減する。不安覚醒症状はPTSDクライアントにとって最も侵襲的な症状の1つアニマルセラピーを他の種類の療法と併用することの有効性が示されている。。
馬セラピーは、PTSDクライアントに効果があることも証明されている。馬セラピーと治療的乗馬には、身体的および心理的な利点がある。身体的な利点は、姿勢やバランスの改善、筋肉の緊張の緩和、痛みの軽減などがある。心理的利点には、自己効力感、モチベーション、勇気、幸福感の向上、心理的ストレスの軽減などがある。馬セラピーは、長期間行うと効果的。
馬や犬を使った治療法が一般的ですが、豚などの他の動物もPTSDクライアントの治療に利用されてきた。アニマルセラピーに参加するには、最適でアクセスしやすいものを選択する必要がある。

### 現在中心療法
現在中心療法（PCT）は当初、トラウマに焦点を当てたCBTの有効性をテストするための非特異的な比較条件として開発された。PCT は、生活上のストレスに適応し、それらのストレスへの反応を開発することに重点を置いており、グループ形式または個人で行うことができる。セッションは60分から90分。セッション数は、集団セッションでは12～32、個人セッションでは10～12。
集団または個人形式で行われる最初の2回のセッションでは、PCT の概要と、PTSDの症状およびトラウマへの反応に関する教育が行われる。その後、残りのセッションは自由な形式で行われ、クライアントが選択したトピックに焦点が当てられる。クライアントは日記をつけ、一週間を通して生じた問題や懸念事項を記録することを推奨される。

### 運動
運動により、海馬での神経新生を促し神経回路のリモデリング（再構築）をすることで、トラウマ記憶を忘れ、PTSD症状を減らせることが明らかになっている。

### 瞑想
瞑想がPTSDの症状、退役軍人のPTSDの症状を軽減できることが研究が示された。瞑想が危険に対する「闘争・逃走」反応を司る交感神経系を落ち着かせることで、ストレスホルモンのコルチゾールを減少させる。超越瞑想を実践することで、PTSDやそれに伴ううつ病の症状を軽減、改善できる。平均して3か月間の瞑想後、被験者はPTSDから回復した。しかし、フラッシュバック症状を悪化させることがあるため、注意が必要である。

### ソマティック・セラピー
ソマティック・エクペリエンシング（SE）では、クライアントはセラピストと協力して、身体が作り出すトラウマ関連のストレス反応を修正する。感情調整を助けるだけでなく、SEはトラウマに関連した痛み、障害、不眠症、その他のストレス症状も軽減する。

ソマティック・セラピーの技法：
- ボディ・アウェアネス：体内の緊張と落ち着きの感覚に気づき、識別することを学ぶ。
- グラウンディングとセンタリング：生来の自己認識を用いて、生じる苦痛の感覚とつながり、管理し、軽減する。
- タイトレーション：セラピストがクライアントを導き、トラウマの記憶を語る際に生じる緊張や身体感覚を描写させる。
- シーケンシング：クライアントに、感覚や緊張が体から抜けていく順序を注意深く観察するよう求める。例えば、胸の締め付け感や、緊張が消えていくときの震えなど。
- ペンデュレーション：セラピストがクライアントを、リラックスした状態からトラウマ体験に似た状態へと導き、患者が溜まった痛みや感情を解放できるようにする。

これらの技法により、トラウマに起因する蓄積されたエネルギー、痛み、感情を安全に解放する方法を学ぶ。これにより、徐々にPTSDのトリガーから癒され、前に進むことができるようになる。アメリカ心理学会がソマティック・セラピーを推奨治療法として掲載するには更なる研究が必要だが、最初の研究結果では有効性が認められている。

### 多文化の視点
トラウマは、文化に根付いており、異なる文化ではトラウマの受け止め方や扱い方も異なる。いくつか文化では、祈りや儀式などの古代の慣習によってトラウマを治療する。
「歴史的トラウマ」（HT）は、アイデンティティ、所属、または状況を共有するグループが、世代を超えて経験する継続的なトラウマとして定義されル。ネイティブアメリカン、アフリカ系アメリカ人、ホロコースト生存者、アイルランド人は、歴史的トラウマを経験する可能性のあるコミュニティ。
ネイティブアメリカンの場合、セラピストはHTの治療方法として「先住民の伝統的な慣習への回帰」を採用する。これは、PTSDクライアントに処方されるCBTやSSRIとは大きく異なる。治療の目的は、現在の文化的規範に「適応」させたり認知的に再構築したりすることではなく、「むしろ精神的な変容とそれに伴う集団的アイデンティティ、目的、意味づけの変化」である。
HTは、一部の精神衛生専門家が、PTSDと同じであると誤解しているため、見過ごされやすい。これは、歴史的な原因やイベントではなく、個人にのみ焦点を当てているため、HTに対する誤解につながる。
チューリッヒ大学ストレス反応症候群研究室の研究者たちは、心理学者ユングの歴史的貢献を利用して、PTSDの治療に象徴や神話物語などの文化的に配慮した治療法を開発している。ユングの心理学では、「精神の基本的な『言語』は言葉ではなくイメージである...神話、隠喩、原型の三位一体を研究することで、臨床介入と心理療法が強化される」。
日本で心理療法を用いるには、西洋の心理療法と日本の文化を組み合わせることが有用である。「1995年の神戸淡路大震災後、日本の心理学者は、PTSDの治療と危機介入に関する専門的な訓練を受ける必要性を痛感した。」日本で利用される心理療法は、西洋の心理療法の実践が「日本のクライアント層に合うように修正」され、文化的統合感覚を生み出すように形作られた。

日本のセラピストの主な治療法は、非言語課題と並行療法の2つ。

### アートセラピー
アートセラピーは、恥や怒りなどのトラウマによる感情を和らげる可能性がある。また、トラウマを経験した人々のエンパワーメントの感覚を高める可能性もある退役軍人の治療に使用された歴史がある。心理療法とアートセラピーを組み合わせることで、心理療法単独よりもトラウマ症状の軽減効果が高かった。

### 小児の加速トラウマ治療
小児の加速トラウマ治療（CATT）は、認知行動理論と創造的芸術の手法を融合し、人権と子ども中心のアプローチで治療を行う、トラウマに焦点を当てた療法。
CATT は当初、4歳以上の子どもと青少年向けに作られた。その後、CATT はあらゆる年齢層に使われた。1997年にロンドンでカルロッタ・ラビーによって開発されたCATTは、経験的研究に基づいており、PTSDおよび複雑性トラウマの治療に関する英国NICEガイドラインおよび世界保健機関（WHO）ガイドラインに準拠している。
2021年のガザの研究では、CATTがPTSDを含む子どもや若者のトラウマ症状への効果的な治療法であることが示された。

### デジタル治療
デジタル治療は、症状のモニタリングと臨床サービスに重点を置いた遠隔医療。現代では、メール、ビデオ通話、セルフレポート記入など、複数のやり取りを利用できる。デジタル配信形式には、リアルタイム（電話など）の同期と、遅延を伴う（メッセージなど）非同期の2つの特徴がある。モバイル技術によりデジタルセルフヘルプへの利便性が向上し、チャットボットやソーシャルロボットなどの人工知能によって支援されることもある。デジタル配信には、同期と非同期の両方の相互作用性を備えたプラットフォームの形式がある。
デジタル治療は、メンタルヘルス治療の利便性と臨床効果を向上させる。デジタル治療の活用は、偏見、治療スケジュールの難しさ、順番待ち、メンタルヘルスリソースの限界など、治療を求める上でのハードルがあるため重要。デジタル治療は、個人のニーズと治療実施のコスト効率に合わせて治療を調整することで、これらのハードルに対処する。デジタル治療への取り組みは、ランダム化比較試験で有望と示されている。デジタル治療が、研究現場から臨床にどのように反映されるかの懸念がある。
症状の現れ方を理解せずに、すべてのユーザーに対してエビデンスに基づく実践を行うことは非効率的である。PTSDの場合、デジタル治療の検討事項としては、治療の指針としてどの個人特性を用いるか、それをどのように治療の進捗に役立てるかなどが挙げられる。あるレビューでは、PTSD症状に対するデジタル治療の使用状況を調査し、他の治療（マインドフルネス、表現的ライティング、認知タスクなど）と比較して、デジタルで提供されるCBT（iCBT）の有効性を裏付けた。このレビューでは、デジタル治療のリスクと潜在的な悪影響を調査することが重要であるとも強調された。
別のレビューでは、PTSDに対する遠隔医療、インターネットベースの治療、仮想現実暴露療法、モバイルアプリを検討するランダム化比較試験（RCT）を検討した。インターネットベースの治療（IBI）には、認知トレーニング、心理教育、相互的な演習を提供するコースベースのコンピュータプログラムがある。治療計画は、週単位で設計されている。IBIは、受動的なコントロール条件と比較すると中程度の効果があったが、能動的なコントロールには効果がなかったため、IBIを使用する利点は不明。仮想現実（VR）はコンピュータで生成された3次元のシミュレーション。仮想現実療法の一般的な用途は、曝露療法（VRET）であり、セラピストは対象者が現実世界の状況に直面する前に曝露のペースを制御できる。VRETは、標準的なVR体験とは異なり、VRETは多感覚的であり、治療セッション中のユーザーの体験的関与を高める。仮想現実は、ユーザーが仮想環境でストレスの多い状況に直面しても快適に感じ、現実の状況に応じた新しい行動を学ぶのに役立つ。メタ分析では、VRETは、PTSDやうつ病の症状に効果的であり、治療効果は最大6か月間持続することが示された。しかし、この結果は男性軍人に限定されており、他の外傷患者集団への一般化は低い。モバイルアプリは、スマートフォンやタブレットで利用できるソフトウェアプログラム。単身利用やガイド付きセルフヘルプなどのモバイルアプリ形式は、PTSDの症状を軽減する有望な結果を示した。一方、うつ病の症状はサンプル数が少なく、PTSDの根拠に基づく治療法と比較した研究はありません。

#### PTSDコーチ
PTSDコーチは、米国退役軍人省、国立PTSDセンターと米国国防総省遠隔医療技術センターによって開発されたアプリケーション。PTSDコーチは、軍人や退役軍人とPTSDのすべての人々のための公衆衛生リソースとして設計された。PTSDの自己管理モバイル治療としてのPTSDコーチの実現可能性と有効性が研究で裏付けられている。ある研究では、ほとんどのユーザーが対処ツール（認知再構成法など）を使用して症状を管理するためにアプリにアクセスしていることがわかった。PTSDコーチは、一時的な苦痛を軽減するのに役立つことがわかった。PTSDコーチは、一般大衆に広く普及し、3日間で平均3回、18分間の使用を続けている。ある研究では、PTSDコーチのモバイルアプリ版とウェブ版であるPTSD Coach Onlineを比較し、ウェブ版と比較してモバイルアプリの離脱率が低かった。参加者は、毎週の構造化されたセッションを通じて指導を受けたため、人的サポートを利用することで自己管理のみの人よりも良い結果が得られた。臨床医のサポートにより、PTSDコーチのモバイルアプリ利用の有効性が高まる。オーストラリア、カナダ、オランダ、ドイツ、スウェーデン、デンマークにおけるPTSDコーチの世界的な使用状況を調査した。PTSDコーチは、世界中で満たされていないケアのニーズに応える可能性を秘めているが、PTSDコーチを普及させるには多くの過程が必要。トラウマ被害者にとって、PTSDコーチはPTSD、症状の自己管理、症状のモニタリングについて学ぶための実行可能な治療である。PTSDコーチの有効性に関する調査は、待機リスト条件と比較して明確ではなかったが、PTSDコーチを使用した研究条件では症状が有意に軽減したのに対し、待機リストでは軽減しなかった。したがって、トラウマ生存者へのPTSDコーチの有効性を継続的に調査が必要。

#### デジタル治療からの離脱
デジタル治療には、ユーザーの積極的な参加を必要とするため、デジタルサービスへの継続的な参加を促進する要因と、デジタル介入からの離脱を引き起こす要因を理解することが重要である。PTSDコーチのユーザーの積極的な参加の影響が大きい。デジタル継続性を強調する理論としては、技術受容モデル（TAM）と技術の受容と利用の統一理論（UTAUT）がある。TAMとは、使いやすさ、有用性、主観的規範といった個人の視点から技術を受容すること。UTAUTは、ユーザーの努力期待、パフォーマンス期待、社会的影響、促進条件、習慣を通じて、デジタル治療を使用する行動意図を強調した。効果的なデジタル治療の重要性は、課題とコンテンツのバランスをとること。インターネット不安などの要因が、デジタル治療の利用度合いに影響を与えていた。これに対し、データセキュリティに関する情報を提供することで、ユーザーの安心感を高め、支援することが推奨されている。

### カンナビノイド
外国戦争退役軍人会により、高濃度のTHCを摂取するカンナビノイドは、PTSD治療に有益であることが示された。カリフォルニア大学サンディエゴ校医学部の精神医学ボランティア助教授マロリー・ロフルによると、この研究から得られた成果の一つは、PTSDを患う退役軍人が、少なくとも短期的には自己管理できる用量で大麻を使用しても、副作用や症状の悪化を経験しないということ。現在、37の州、4つの準州、コロンビア特別区では、医療用大麻の使用が認められている。最近の研究では、カンナビノイドが、PTSDの治療に役立つ2つの異なるメカニズムが示された。1つ目の研究では、脅威に対する恐怖反応に関連する扁桃体の活動を減らすことによって、大麻が扁桃体に与える影響を示した。2番目の研究では、カンナビノイドが、トラウマ的な記憶をブロックするのに役立つ可能性が示された。

### サイケデリック薬物療法
サイケデリック療法は、精神疾患の治療にMDMA、シロシビン、LSD、アヤワスカなどの幻覚物質を使用する治療法。これらの物質のほとんどは、多く国で規制物質であり、法的に認められていない。これらは臨床試験で使用される。幻覚剤の投与方法は、他の医薬品とは異なる。幻覚剤は、1回または数回のセッションで投与され、その後、クライアントはアイマスクを着用し、音楽を聴いて幻覚体験に集中する。苦痛や不安がある場合には、セラピストチームが対応する。
この心理療法は、PTSDクライアントの完全な回復にはつながらないことが多い。抗うつ薬や心理療法の代替として、幻覚剤の研究が盛んになってきており、臨床試験も行われている。
幻覚剤を使用する利点は、ニコチンなどの薬物とは異なり、ほとんどの幻覚剤に身体的依存性がないこと。幻覚剤を使用することの欠点としては、「バッドトリップ」によりクライアントが不安を感じ、精神状態に長期的な悪影響を与えるリスク。幻覚剤を服用するとフラッシュバックが起こり、PTSDの原因となる記憶が蘇ることで心身の状態が悪化したと報告するクライアントもいる。

#### MDMA
2018年、米国食品医薬品局は、MDMAを補助とした心理療法の試験で「画期的治療」に指定した。MDMA補助療法は、重度のPTSDクライアントであっても、治療効果の迅速な発現をもたらす。また、解離性PTSD、うつ病、アルコールや薬物使用障害の病歴、幼少期のトラウマなどの合併症のある人にも効果的。MDMA補助療法は、重度のPTSDクライアントに有効であるだけでなく、クライアントの安全性も向上する可能性がある。18週間にわたるマニュアル化された治療と併用してMDMAを3回投与すると、PTSDの症状と機能障害が著しく軽減された。MDMAの科学的根拠は、トラウマ体験を思い出すことに伴う不安を軽減し、洞察力と記憶力を高める効果があること。ネガティブな記憶は、それほど苦痛ではないと感じられるため、クライアントはストレスによる過度の不安を感じることなく、セッションを受けられる。
PTSDの治療におけるMDMAの使用は、現在臨床試験中であり、FDA による承認はまだ受けていない。しかし、MDMAは恐怖を軽減し、幸福感を増進し、社交性を高め、信頼感を高め、覚醒した意識状態を作り出すため、PTSDの有望な治療薬となる可能性がある。これにより、クライアントは、記憶を簡単に処理できるようになり、人生や目的への見方が変わる。MDMA補助心理療法の2～3回のセッションのみが、PTSDの症状を軽減する肯定的な結果を示した。また、シロシビンやLSDなどの古典的な幻覚剤を使用した治療は、クライアントがMDMA補助療法を試した後にのみ検討する必要がある。これは、MDMAは、クライアントの感情状態や自己認識をわずかに変化させるだけであるのに対し、古典的な幻覚剤は、それらをはるかに大きく変化させる可能性があるため。
オーストラリアの保健省薬品・医薬品行政局（TGA）が、2023年7月からPTSDの治療にMDMAを処方できるように、世界で初めて医薬品として承認した。

#### シロシビン
マウスにシロシビンを与えると恐怖が克服されることが示されている。これはシロシビンが、記憶と感情を司る海馬のニューロンの成長を刺激するため。PTSDクライアントにシロシビンを使用することで効果を示した例もある。

#### ケタミン
ケタミンは、恐怖消去の増加などの記憶プロセスを変化させることで、PTSDの症状を急速に軽減する。ケタミン療法と曝露療法の併用は、PTSDの治療に有望な効果がある。

### ベンゾジアゼピン系
ベンゾジアゼピン系は、PTSDの症状を悪化させるリスクと、その効果の根拠が不足しているため、PTSDの治療には推奨されていない。ベンゾジアゼピン系は、落ち着き、リラックスし、眠くする抗不安薬のグループ。重度の不安、パニック、不眠症の短期治療に推奨される。 ベンゾジアゼピン系薬剤は、解離を引き起こす可能性があるため、急性ストレスには禁忌とされる。それでも、短期的な不安や不眠症にベンゾジアゼピン系を使用する人もいる。すでにPTSDを患っている人の場合、ベンゾジアゼピン系、は心理療法の結果を悪化させ、攻撃性、うつ病（自殺傾向を含む）、薬物使用を引き起こしたり悪化させたりすることで、病気の進行を悪化させ、長引かせる可能性がある。国立PTSDセンターは、PTSDクライアントが、ベンゾジアゼピン系を使用すると、クライアントはストレスを管理する方法を学ぶことができず、回復が困難になる可能性があるとしている。 トークセラピーのようなPTSDの効果的な治療法は、苦痛な状況や記憶を避けるのをやめるのに役立つ。欠点としては、ベンゾジアゼピン系依存症、耐性（効果が薄れていく）、離脱症候群を発症するリスクがある。さらに、PTSDクライアント（アルコールや薬物乱用の病歴がない場合でも）はベンゾジアゼピン系を乱用するリスクが高くなる。

### トピラマート
トピラマートは、グルタミン酸伝達を調節するために使用される抗てんかん薬の一種で、PTSD症状の軽減につながる可能性がある。しかし、トピラマートの副作用はSSRI抗うつ薬よりも強く、認知機能の低下などの副作用を経験するクライアントも珍しくないため、推奨されない。認知機能の鈍化とは、集中力の低下、生産性の低下、メンタルヘルスの低下につながる精神的疲労の一種であると、ジェニファー・バーマンは定義した。

### プラゾシン
αアドレナリン受容体拮抗薬であるプラゾシンは、睡眠関連の症状へ処方されることが多い。 初期の研究では、有効性の証拠が示されているが、最近の大規模な試験では、プラゾシンとプラセボの間に統計的に有意な差は示されなかった。

### 抗精神病薬
抗精神病薬もPTSDの治療に処方されるが、臨床試験では、有効性について一貫した証拠はない。

### 星状神経節ブロック
2008年に、PTSDへの有望な侵襲的治療法が提案された。SGB（星状神経節ブロック）、CSB（頸部交感神経ブロック）ともいう。星状神経節の治療は、首の喉頭の両側にある交感神経を遮断するために、局所麻酔薬を注射して行う。 
このブロックは、闘争・逃走反応を制御する交感神経をターゲットにしている。SGBの被験者の評価は賛否両論あるが、クライアントのうつ病や不安の改善は見られたものの、苦しみの改善は見られなかった。うつ病や不安症の治療におけるSGB（星状神経節ブロック）の臨床的有効性に関しては、関連する文献や証拠に基づいたガイドラインがない。つまり、この調査結果と推奨事項は慎重に解釈する必要がある。SGBは、PTSDの特定の症状に効果があるものの、新しい治療法であるため、懐疑的な姿勢で検討する必要がある。これはPTSDのための治療ではない。

### ブレインスポッティング
ブレインスポッティングは、視線を特定の場所に集中させることで、トラウマ記憶が保存されている脳に焦点が維持され、記憶の処理が促進されるという理論である。

## 推奨事項
次の主要な保健機関では治療推奨事項のリストを作成している。
- アメリカ心理学会（APA）[154]
- アメリカ退役軍人省[155]
- 英国国立医療技術評価機構[156]
- オーストラリア心理学会[157]
- オーストラリア国立保健医療研究評議会[158]